# Aberia (ngành Tay cuộn)
Aberia là một chi tay cuộn đã tuyệt chủng được tìm thấy trong địa tầng Ordovic ở Finistère, Pháp.